# Chỉ số nóng bức
Chỉ số nóng bức hay chỉ số nóng nực (viết tắt: HI, từ tiếng Anh heat index hay humiture) là một chỉ số kết hợp nhiệt độ và độ ẩm tương đối của không khí trong các khu vực bóng râm để ấn định nhiệt độ tương đương theo cảm nhận của con người, về mức độ nóng bức mà người ta cảm nhận nếu như độ ẩm có giá trị khác trong bóng râm. Kết quả này còn được biết đến như là "nhiệt độ không khí theo cảm nhận", "nhiệt độ biểu kiến", "cảm nhận thật" hay "như cảm nhận". Chẳng hạn khi nhiệt độ là 32 °C (90 °F) với độ ẩm tương đối 70% thì chỉ số nóng bức là 41 °C (106 °F). Nhiệt độ của chỉ số nóng bức này có độ ẩm hiểu ngầm (không được nhắc đến) là 20%. Nó là giá trị của độ ẩm tương đối mà theo đó giá trị của chỉ số nóng bức ngang bằng với nhiệt độ không khí thực tế.
Cơ thể con người nói chung tự làm mát bằng sự ra mồ hôi. Nhiệt được loại bỏ khỏi cơ thể bằng cách bay hơi mồ hôi. Tuy nhiên, nếu độ ẩm tương đối là cao thì nó sẽ làm giảm tốc độ bay hơi này. Điều này làm giảm tốc độ loại bỏ nhiệt từ cơ thể, vì thế mà tạo ra cảm giác nóng bức. Tác động này mang tính chủ quan, với các cá nhân khác nhau có cảm nhận sự nóng bức khác biệt vì nhiều lý do khác nhau (như khác biệt về hình dáng cơ thể, khác biệt về trao đổi chất, khác biệt trong sự thủy hóa, thai nghén, mãn kinh, các tác động của thuốc và/hoặc ngừng dùng thuốc); sự xác định nó từng dựa vào các mô tả chủ quan về mức độ nóng bức mà chủ thể cảm nhận đối với một mức nhiệt độ và một mức độ ẩm nhất định. Điều này dẫn đến một chỉ số nóng bức liên kết một tổ hợp nhiệt độ và độ ẩm này với một tổ hợp nhiệt độ và độ ẩm khác.
Do chỉ số nóng bức dựa vào nhiệt độ trong bóng râm, trong khi con người thường di chuyển qua các khu vực có nắng nên chỉ số nóng bức có thể đưa ra một nhiệt độ thấp hơn khá nhiều so với các điều kiện thực tế đối với các hoạt động ngoài trời điển hình. Bên cạnh đó, đối với những người đang hoạt động,lao động hay tập luyện vào thời gian đó thì chỉ số nóng bức có thể đưa ra một nhiệt độ thấp hơn so với các điều kiện cảm nhận. Chẳng hạn, với nhiệt độ trong bóng râm là 28 °C (82 °F) và độ ẩm tương đối 60% thì chỉ số nóng bức chỉ là khoảng 29 °C (84 °F), nhưng nếu di chuyển qua khu vực nắng với nhiệt độ 39 °C (102 °F) và độ ẩm tương đối vẫn là 60% thì chỉ số nóng bức tại đó lại là trên 58 °C (136 °F), biểu thị sự ngột ngạt và oi ả lớn hơn. Nếu hoạt động tích cực hoặc không đội mũ nón tại các khu vực nắng này thì các điều kiện cảm nhận là nóng bức hơn. Vì thế, chỉ số nóng bức có thể thấp tới mức phi thực tế, trừ khi nghỉ ngơi (không hoạt động) trong các khu vực nhiều bóng râm.

## Lịch sử
Chỉ số nóng bức được George Winterling phát triển năm 1978 với tên gọi tiếng Anh "humiture" và được Nha Thời tiết Quốc gia Hoa Kỳ chấp nhận một năm sau đó. Nó bắt nguồn từ công trình do Robert G. Steadman thực hiện. Giống như chỉ số phong hàn, chỉ số nóng bức chứa các giả định về trọng lượng và chiều cao cơ thể người, quần áo, lượng hoạt động thân thể, mức độ chịu nóng cá nhân, mức độ phơi nắng và bức xạ tia cực tím và tốc độ gió. Các sai lệch đáng kể từ các giá trị giả định này sẽ dẫn đến các giá trị chỉ số nóng bức không phản ánh chính xác nhiệt độ mà người ta cảm nhận.
Tại Canada, chỉ số oi bức (humidex, một sáng tạo của người Canada, giới thiệu năm 1965) được sử dụng thay thế cho chỉ số nóng bức. Trong khi cả chỉ số oi bức và chỉ số nóng bức đều được tính toán dựa trên điểm sương thì chỉ số oi bức sử dụng điểm sương 7 °C (45 °F) làm cơ sở trong khi chỉ số nóng bức sử dụng điểm sương cơ sở là 14 °C (57 °F). Ngoài ra, chỉ số nóng bức sử dụng các phương trình cân bằng nhiệt giải thích cho nhiều tham biến hơn so với chỉ mỗi áp suất hơi nước sử dụng trong tính toán chỉ số oi bức.
Chỉ số nóng bức dẫn chiếu tới bất kì tổ hợp nào của nhiệt độ và độ ẩm của không khí mà áp suất thành phần của hơi nước bằng giá trị đường cơ sở 1,6 kilôpascal [kPa] (0,23 psi). Chẳng hạn, điều này tương ứng với nhiệt độ không khí 25 °C (77 °F) và độ ẩm tương đối 50% trong biểu đồ độ ẩm ở mực nước biển. Ở áp suất khí quyển tiêu chuẩn (101,325 kPa), đường cơ sở này cũng tương ứng với điểm sương 14 °C (57 °F) và tỷ lệ pha trộn là 0,01 (10 g hơi nước trên mỗi kilôgam không khí khô).
Một giá trị đã cho của độ ẩm tương đối gây ra sự gia tăng lớn trong chỉ số nóng bức ở các mức nhiệt độ cao hơn. Chẳng hạn, ở khoảng 27 °C (81 °F) thì chỉ số nóng bức sẽ phù hợp với nhiệt độ thực tế nếu độ ẩm tương đối là 45%, nhưng ở 43 °C (109 °F) thì bất kỳ chỉ số độ ẩm tương đối nào cao hơn 18% đều làm cho chỉ số nóng bức cao hơn 43 °C.
Người ta cho rằng phương trình mô tả chỉ hợp lệ nếu nhiệt độ là từ 27 °C (81 °F) trở lên và độ ẩm tương đối là từ 40% trở lên. Tuy nhiên, một phân tích gần đây của iWeatherNet lại thấy rằng giả định này là sai do quan hệ chỉ số nóng bức/độ ẩm tương đối và nhiệt độ cân bằng tương ứng (điểm mà tại đó nhiệt độ không khí và chỉ số nóng bức bằng nhau) là phi tuyến tính. Các con số của chỉ số nóng bức và chỉ số oi bức dựa vào nhiệt độ đo trong bóng râm chứ không phải ngoài nắng, vì thế cần thận trọng khi hoạt động dưới nắng. Chỉ số nóng bức cũng không tính đến tác động của gió có vai trò hạ thấp nhiệt độ biểu kiến, trừ khi nhiệt độ không khí là cao hơn nhiệt độ cơ thể.
Đôi khi chỉ số nóng bức và chỉ số phong hàn được biểu thị gộp chung như là nhiệt độ biểu kiến, "nhiệt độ ngoài trời tương đối", "như cảm giác" hay "cảm giác thật".

## Các suy xét khí tượng
Ngoài trời trong các điều kiện thông thoáng, khi độ ẩm tương đối tăng lên thì ban đầu là mù và cuối cùng là mây che phủ dày hơn sẽ phát triển, làm giảm lượng ánh nắng chiếu trực tiếp xuống bề mặt đất. Vì thế, ở đây có quan hệ tỷ lệ nghịch giữa nhiệt độ tiềm năng tối đa và độ ẩm tương đối tiềm năng tối đa. Do yếu tố này, một thời người ta cho rằng chỉ số nóng bức cao nhất thực sự có thể đạt được ở điểm bất kì trên Trái Đất là xấp xỉ 71 °C (160 °F). Tuy nhiên, ở Dhahran, Ả Rập Saudi vào ngày 8 tháng 7 năm 2003 thì điểm sương là 35 °C (95 °F) trong khi nhiệt độ là 42 °C (108 °F), cho kết quả chỉ số nóng bức là 78 °C (172 °F).
Cơ thể người đòi hỏi làm mát bốc hơi để ngăn quá nóng. Nhiệt độ bầu ẩm và nhiệt độ cầu bầu ẩm được sử dụng để xác định khả năng xả bớt nhiệt dư thừa của cơ thể. Nhiệt độ bầu ẩm kéo dài ở mức khoảng 35 °C (95 °F) có thể là chí tử đối với một người khỏe mạnh; ở nhiệt độ này thì cơ thể người chuyển từ xả nhiệt vào môi trường sang thu nhiệt từ nó.
Vì thế nhiệt độ bầu ẩm 35 °C (95 °F) là ngưỡng mà vượt qua nó thì cơ thể không còn có thể tự làm mát một cách thỏa đáng.

## Bảng giá trị
Bảng dưới đây lấy theo Cục Hải dương và Khí quyển Quốc gia Hoa Kỳ (NOAA). Các cột bắt đầu từ 80 °F (27 °C), nhưng cũng có chỉ số nóng bức tính ở 79 °F (26 °C) và các nhiệt độ tương tự khi độ ẩm cao.
| Nhiệt độĐộ ẩm tương đối | 80 °F (27 °C) | 82 °F (28 °C) | 84 °F (29 °C)  | 86 °F (30 °C)  | 88 °F (31 °C)  | 90 °F (32 °C)  | 92 °F (33 °C)  | 94 °F (34 °C)  | 96 °F (36 °C)  | 98 °F (37 °C)  | 100 °F (38 °C) | 102 °F (39 °C) | 104 °F (40 °C) | 106 °F (41 °C) | 108 °F (42 °C) | 110 °F (43 °C) |
| 40%                     | 80 °F (27 °C) | 81 °F (27 °C) | 83 °F (28 °C)  | 85 °F (29 °C)  | 88 °F (31 °C)  | 91 °F (33 °C)  | 94 °F (34 °C)  | 97 °F (36 °C)  | 101 °F (38 °C) | 105 °F (41 °C) | 109 °F (43 °C) | 114 °F (46 °C) | 119 °F (48 °C) | 124 °F (51 °C) | 130 °F (54 °C) | 136 °F (58 °C) |
| 45%                     | 80 °F (27 °C) | 82 °F (28 °C) | 84 °F (29 °C)  | 87 °F (31 °C)  | 89 °F (32 °C)  | 93 °F (34 °C)  | 96 °F (36 °C)  | 100 °F (38 °C) | 104 °F (40 °C) | 109 °F (43 °C) | 114 °F (46 °C) | 119 °F (48 °C) | 124 °F (51 °C) | 130 °F (54 °C) | 137 °F (58 °C) |                |
| 50%                     | 81 °F (27 °C) | 83 °F (28 °C) | 85 °F (29 °C)  | 88 °F (31 °C)  | 91 °F (33 °C)  | 95 °F (35 °C)  | 99 °F (37 °C)  | 103 °F (39 °C) | 108 °F (42 °C) | 113 °F (45 °C) | 118 °F (48 °C) | 124 °F (51 °C) | 131 °F (55 °C) | 137 °F (58 °C) |                |                |
| 55%                     | 81 °F (27 °C) | 84 °F (29 °C) | 86 °F (30 °C)  | 89 °F (32 °C)  | 93 °F (34 °C)  | 97 °F (36 °C)  | 101 °F (38 °C) | 106 °F (41 °C) | 112 °F (44 °C) | 117 °F (47 °C) | 124 °F (51 °C) | 130 °F (54 °C) | 137 °F (58 °C) |                |                |                |
| 60%                     | 82 °F (28 °C) | 84 °F (29 °C) | 88 °F (31 °C)  | 91 °F (33 °C)  | 95 °F (35 °C)  | 100 °F (38 °C) | 105 °F (41 °C) | 110 °F (43 °C) | 116 °F (47 °C) | 123 °F (51 °C) | 129 °F (54 °C) | 137 °F (58 °C) |                |                |                |                |
| 65%                     | 82 °F (28 °C) | 85 °F (29 °C) | 89 °F (32 °C)  | 93 °F (34 °C)  | 98 °F (37 °C)  | 103 °F (39 °C) | 108 °F (42 °C) | 114 °F (46 °C) | 121 °F (49 °C) | 128 °F (53 °C) | 136 °F (58 °C) |                |                |                |                |                |
| 70%                     | 83 °F (28 °C) | 86 °F (30 °C) | 90 °F (32 °C)  | 95 °F (35 °C)  | 100 °F (38 °C) | 105 °F (41 °C) | 112 °F (44 °C) | 119 °F (48 °C) | 126 °F (52 °C) | 134 °F (57 °C) |                |                |                |                |                |                |
| 75%                     | 84 °F (29 °C) | 88 °F (31 °C) | 92 °F (33 °C)  | 97 °F (36 °C)  | 103 °F (39 °C) | 109 °F (43 °C) | 116 °F (47 °C) | 124 °F (51 °C) | 132 °F (56 °C) |                |                |                |                |                |                |                |
| 80%                     | 84 °F (29 °C) | 89 °F (32 °C) | 94 °F (34 °C)  | 100 °F (38 °C) | 106 °F (41 °C) | 113 °F (45 °C) | 121 °F (49 °C) | 129 °F (54 °C) |                |                |                |                |                |                |                |                |
| 85%                     | 85 °F (29 °C) | 90 °F (32 °C) | 96 °F (36 °C)  | 102 °F (39 °C) | 110 °F (43 °C) | 117 °F (47 °C) | 126 °F (52 °C) | 135 °F (57 °C) |                |                |                |                |                |                |                |                |
| 90%                     | 86 °F (30 °C) | 91 °F (33 °C) | 98 °F (37 °C)  | 105 °F (41 °C) | 113 °F (45 °C) | 122 °F (50 °C) | 131 °F (55 °C) |                |                |                |                |                |                |                |                |                |
| 95%                     | 86 °F (30 °C) | 93 °F (34 °C) | 100 °F (38 °C) | 108 °F (42 °C) | 117 °F (47 °C) | 127 °F (53 °C) |                |                |                |                |                |                |                |                |                |                |
| 100%                    | 87 °F (31 °C) | 95 °F (35 °C) | 103 °F (39 °C) | 112 °F (44 °C) | 121 °F (49 °C) | 132 °F (56 °C) |                |                |                |                |                |                |                |                |                |                |

Chẳng hạn, nếu nhiệt độ không khí là 96 °F (36 °C) và độ ẩm tương đối là 65% thì chỉ số nóng bức là 121 °F (49 °C).

## Các tác động của chỉ số nóng bức
| Celsius    | Fahrenheit  | Ghi chú |
| ---------- | ----------- | --- |
| 27–32 °C   | 80–90 °F    | Thận trọng: Có thể mệt mỏi nếu hoạt động và phơi nắng kéo dài. Tiếp tục hoạt động có thể dẫn tới chuột rút do nóng.  |
| 32–41 °C   | 90–105 °F   | Cực kỳ thận trọng: Có thể gây ra chuột rút do nóng và kiệt sức do nóng. Tiếp tục hoạt động có thể dẫn tới sốc nhiệt. |
| 41–54 °C   | 105–130 °F  | Nguy hiểm: Chuột rút do nóng và kiệt sức do nóng là hoàn toàn có thể; sốc nhiệt là có thể nếu hoạt động tiếp tục.    |
| Trên 54 °C | Trên 130 °F | Cực kỳ nguy hiểm: Sốc nhiệt là sắp xảy ra.                                                                           |

Phơi nắng giữa trưa có thể làm tăng các giá trị của chỉ số nóng bức tới 8 °C (14 °F).

## Công thức
Có nhiều công thức được nghĩ ra để tính gần đúng các bảng gốc của Steadman. Anderson et al. (2013), NWS (2011), Jonson & Long (2004) và Schoen (2005) có các số dư nhỏ hơn cả theo trật tự này. Hai công thức đầu là tập hợp các đa thức, nhưng công thức thứ ba là công thức đơn lẻ với các hàm số mũ.
Công thức dưới đây tính các giá trị xấp xỉ của chỉ số nóng bức theo độ Fahrenheit, trong phạm vi ±1,3 °F (0,7 °C). Nó là kết quả của điều chỉnh đa biến (nhiệt độ từ 80 °F (27 °C) trở lên và độ ẩm tương đối từ 40% trở lên) với một mô hình cơ thể người. Phương trình này tạo lại các giá trị trong bảng trên đây của Nha Thời tiết Quốc gia Hoa Kỳ (trừ các giá trị tại 90 °F (32 °C) & độ ẩm tương đối 45%/70% biến đổi không làm tròn ít hơn ±1).
{\displaystyle \mathrm {HI} =c_{1}+c_{2}T+c_{3}R+c_{4}TR+c_{5}T^{2}+c_{6}R^{2}+c_{7}T^{2}R+c_{8}TR^{2}+c_{9}T^{2}R^{2}}
trong đó:
HI = chỉ số nóng bức (bằng độ Fahrenheit)
T = nhiệt độ bầu khô môi trường xung quanh (bằng độ Fahrenheit)
R = độ ẩm tương đối (phần trăm, từ 0 đến 100)
{\displaystyle {\begin{aligned}c_{1}&=-42.379,&c_{2}&=2.049\,015\,23,&c_{3}&=10.143\,331\,27,\\c_{4}&=-0.224\,755\,41,&c_{5}&=-6.837\,83\times 10^{-3},&c_{6}&=-5.481\,717\times 10^{-2},\\c_{7}&=1.228\,74\times 10^{-3},&c_{8}&=8.5282\times 10^{-4},&c_{9}&=-1.99\times 10^{-6}.\end{aligned}}}
Các hệ số sau đây có thể sử dụng để xác định chỉ số nóng bức khi nhiệt độ tính bằng độ Celsius, trong đó
HI = chỉ số nóng bức (bằng độ Celsius)
T = nhiệt độ bầu khô môi trường xung quanh (bằng độ Celsius)
R = độ ẩm tương đối (phần trăm, từ 0 đến 100)
- c1 = −8.78469475556
- c2 = 1.61139411
- c3 = 2.33854883889
- c4 = -0.14611605
- c5 = -0.012308094
- c6 = -0.0164248277778
- c7 = 0.002211732
- c8 = 0.00072546
- c9 = -0.000003582

Một tập hợp các hằng số khác cho phương tình này trong phạm vi ±3 °F (1,7 °C) của bảng gốc của NWS cho mọi độ ẩm trong khoảng từ 0 đến 80% và mọi nhiệt độ trong khoảng 70 và 115 °F (21–46 °C) và mọi chỉ số nóng bức dưới 150 °F (66 °C) là:
{\displaystyle {\begin{aligned}c_{1}&=0.363\,445\,176,&c_{2}&=0.988\,622\,465,&c_{3}&=4.777\,114\,035,\\c_{4}&=-0.114\,037\,667,&c_{5}&=-8.502\,08\times 10^{-4},&c_{6}&=-2.071\,6198\times 10^{-2},\\c_{7}&=6.876\,78\times 10^{-4},&c_{8}&=2.749\,54\times 10^{-4},&c_{9}&=0.\end{aligned}}}
Một công thức khác là:
{\displaystyle {\begin{aligned}\mathrm {HI} &=c_{1}+c_{2}T+c_{3}R+c_{4}TR+c_{5}T^{2}+c_{6}R^{2}+c_{7}T^{2}R+c_{8}TR^{2}+c_{9}T^{2}R^{2}+\\&\quad {}+c_{10}T^{3}+c_{11}R^{3}+c_{12}T^{3}R+c_{13}TR^{3}+c_{14}T^{3}R^{2}+c_{15}T^{2}R^{3}+c_{16}T^{3}R^{3}\end{aligned}}}
trong đó:
{\displaystyle {\begin{aligned}c_{1}&=16.923,&c_{2}&=0.185\,212,&c_{3}&=5.379\,41,&c_{4}&=-0.100\,254,\\c_{5}&=9.416\,95\times 10^{-3},&c_{6}&=7.288\,98\times 10^{-3},&c_{7}&=3.453\,72\times 10^{-4},&c_{8}&=-8.149\,71\times 10^{-4},\\c_{9}&=1.021\,02\times 10^{-5},&c_{10}&=-3.8646\times 10^{-5},&c_{11}&=2.915\,83\times 10^{-5},&c_{12}&=1.427\,21\times 10^{-6},\\c_{13}&=1.974\,83\times 10^{-7},&c_{14}&=-2.184\,29\times 10^{-8},&c_{15}&=8.432\,96\times 10^{-10},&c_{16}&=-4.819\,75\times 10^{-11}.\end{aligned}}}
Chẳng hạn, sử dụng công thức cuối này, với nhiệt độ 90 °F (32 °C) và độ ẩm tương đối (RH) là 85% thì kết quả sẽ là: Chỉ số nóng bức của 90 °F, RH 85% = 114.9.